# Бэнкер, Хауард Джеймс
Ха́уард Джеймс Бэ́нкер (англ. Howard James Banker, 1866—1940) — американский школьный учитель и миколог нидерландского происхождения, исследователь гидноидных грибов.

## Биография
Родился 19 апреля 1866 года в Скатикоке (штат Нью-Йорк) в семье Эймоса Брайена Бэнкера (Amos Bryan Banker) и его супруги Фрэнсес Олсины Уэллинг (Frances Alcena Welling). Учился в Сиракьюсском университете, окончил его в 1892 году.
До 1895 года преподавал в школе в городке Полтни в Вермонте, затем, до 1898 года, — был священником в городке Проктор.
С 1894 года был женат на Мэри Юджинии Райт (Mary Eugenia Wright).
В 1898—1901 годах — в Колумбийском университете, в 1900 году получил степень магистра. Занимался исследованиями гидноидных (ежовиковых) грибов.
В 1901 году Бэнкер некоторое время преподавал математику в Дикинсоновской семинарии в Уильямспорте (штат Пенсильвания), затем в течение трёх лет — биологию в Нормальной школе Юго-запада штата в Калифорнии (штат Пенсильвания). С 1904 по 1910 год — профессор биологии Университета Депо (Гринкэсл, Индиана).
В 1906 году защитил диссертацию доктора философии в Колумбийском университете.
Впоследствии, до 1933 года, Бэнкер работал на Станции экспериментальной эволюции Института Карнеги на Лонг-Айленде, занимался исследованием генетики человека.
Скончался 13 ноября 1940 года в городке Хантингтон штата Нью-Йорк.
С 1900 года был членом Ботанического клуба Торри, с 1909 года — Ботанического общества Америки.

## Некоторые научные публикации
- Banker H. J. A preliminary contribution to the knowledge of the Hydnaceae (англ.) // Buletin of the Torrey Botanical Club : journal. — 1901. — Vol. 28. — P. 199—222.
- Banker H. J. A contribution to a revision of the North American Hydnaceae (англ.) // Buletin of the Torrey Botanical Club : journal. — 1906. — Vol. 12. — P. 99—194.

## Роды и виды грибов, названные именем Х. Бэнкера
- Bankera Coker & Beers ex Pouzar, 1955 — Банкера
- Polyporus bankeri Lloyd, 1915